# Brandon Vera
Brandon Michael Vera (Norfolk, 10 ottobre 1977) è un ex artista marziale misto statunitense di origini italiane e filippine.
Combatte nella categoria dei pesi massimi per l'organizzazione singaporiana ONE FC, nella quale è stato campione di categoria dal 2015 al 2021.
Ha vinto un torneo dei pesi massimi nel 2005 quando lottava nella promozione WEC, e dal 2005 al 2014 ha combattuto nella prestigiosa organizzazione UFC sia nella divisione dei pesi mediomassimi che in quella dei pesi massimi con un record parziale di 8 vittorie e 7 sconfitte.

## Biografia
Brandon Michael Vera nasce a Norfolk, Stati Uniti il 10 ottobre 1977. Suo padre, Ernesto Vera, è di origine filippina mentre la madre biologica è italoamericana. Quest'ultima sarà assente dalla vita del figlio per gran parte della sua infanzia. Brandon viene preso in cura dal padre e dalla sua compagna Amelia, anch'essa filippina, assieme a tre fratelli ed una sorella.
Vera frequenta la Lake Taylor High School, dove inizia a praticare il wrestling, per proseguire i suoi studi presso la Old Dominion University.

## Risultati nelle arti marziali miste
| Risultato  | Record    | Avversario          | Metodo                                  | Evento                                  | Data              | Round | Tempo | Città                     | Note                                       |
| ---------- | --------- | ------------------- | --------------------------------------- | --------------------------------------- | ----------------- | ----- | ----- | ------------------------- | ------------------------------------------ |
| Sconfitta  | 16–10 (1) | Amir Aliabakari     | KO Tecnico (pugni)                      | ONE 164                                 | 3 dicembre 2022   | 1     | 3:37  | Pasay, Filippine          |                                            |
| Sconfitta  | 16–9 (1)  | Arjan Bhullar       | KO Tecnico (pugni)                      | ONE Championship: Dangal                | 28 aprile 2021    | 2     | 4:27  | Kallang, Singapore        |                                            |
| Sconfitta  | 16–8 (1)  | Aung La Nsang       | KO Tecnico (pugni)                      | ONE Championship: Century Part 2        | 13 ottobre 2019   | 2     | 3:23  | Tokyo, Giappone           |                                            |
| Vittoria   | 16–7 (1)  | Mauro Cerilli       | KO (pugno)                              | ONE Championship: Conquest of Champions | 23 novembre 2018  | 1     | 1:04  | Pasay, Filippine          |                                            |
| Vittoria   | 15–7 (1)  | Hideki Sekine       | KO Tecnico (calcio al corpo e pugni)    | ONE Championship: Age of Domination     | 2 dicembre 2016   | 1     | 3:11  | Pasay, Filippine          |                                            |
| Vittoria   | 14–7 (1)  | Paul Cheng          | KO (pugno e calcio alla testa)          | ONE Championship: Spirit of Champions   | 11 dicembre 2015  | 1     | 0:26  | Pasay, Filippine          |                                            |
| Vittoria   | 13-7 (1)  | Igor Subora         | KO Tecnico (pugno e soccer kick)        | ONE FC 24: Warrior's Way                | 5 dicembre 2014   | 1     | 3:54  | Manila, Filippine         | Debutto in ONE FC                          |
| Sconfitta  | 12-7 (1)  | Ben Rothwell        | KO Tecnico (pugni)                      | UFC 164: Henderson vs. Pettis           | 31 agosto 2013    | 3     | 1:54  | Milwaukee, Stati Uniti    | Passa ai Pesi Massimi                      |
| Sconfitta  | 12-6 (1)  | Mauricio Rua        | KO (pugni)                              | UFC on Fox: Shogun vs. Vera             | 4 agosto 2012     | 4     | 4:09  | Los Angeles, Stati Uniti  |                                            |
| Vittoria   | 12–5 (1)  | Eliot Marshall      | Decisione (unanime)                     | UFC 137: Penn vs. Diaz                  | 29 ottobre 2011   | 3     | 5:00  | Las Vegas, Stati Uniti    |                                            |
| No Contest | 11–5 (1)  | Thiago Silva        | No Contest (falsificazione delle urine) | UFC 125: Resolution                     | 1º gennaio 2011   | 3     | 5:00  | Las Vegas, Stati Uniti    |                                            |
| Sconfitta  | 11–5      | Jon Jones           | KO Tecnico (gomitate e pugni)           | UFC Live: Vera vs. Jones                | 21 marzo 2010     | 1     | 3:19  | Broomfield, Stati Uniti   |                                            |
| Sconfitta  | 11–4      | Randy Couture       | Decisione (unanime)                     | UFC 105: Couture vs. Vera               | 14 novembre 2009  | 3     | 5:00  | Manchester, Regno Unito   |                                            |
| Vittoria   | 11–3      | Krzysztof Soszynski | Decisione (unanime)                     | UFC 102: Couture vs. Nogueira           | 29 agosto 2009    | 3     | 5:00  | Portland, Stati Uniti     |                                            |
| Vittoria   | 10–3      | Mike Patt           | KO Tecnico (calci alle gambe)           | UFC 96: Jackson vs. Jardine             | 7 marzo 2009      | 2     | 1:27  | Columbus, Stati Uniti     |                                            |
| Sconfitta  | 9–3       | Keith Jardine       | Decisione (non unanime)                 | UFC 89: Bisping vs. Leben               | 18 ottobre 2008   | 3     | 5:00  | Birmingham, Regno Unito   |                                            |
| Vittoria   | 9–2       | Reese Andy          | Decisione (unanime)                     | UFC: Silva vs Irvin                     | 19 luglio 2008    | 3     | 5:00  | Las Vegas, Stati Uniti    | Passa ai Pesi Mediomassimi                 |
| Sconfitta  | 8–2       | Fabrício Werdum     | KO Tecnico (pugni)                      | UFC 85: Bedlam                          | 7 giugno 2008     | 1     | 4:40  | Londra, Regno Unito       |                                            |
| Sconfitta  | 8–1       | Tim Sylvia          | Decisione (unanime)                     | UFC 77: Hostile Territory               | 20 ottobre 2007   | 3     | 5:00  | Cincinnati, Stati Uniti   |                                            |
| Vittoria   | 8–0       | Frank Mir           | KO Tecnico (pugni)                      | UFC 65: Bad Intentions                  | 18 novembre 2006  | 1     | 1:09  | Sacramento, Stati Uniti   |                                            |
| Vittoria   | 7–0       | Assuerio Silva      | Sottomissione (ghigliottina)            | UFC 60: Hughes vs. Gracie               | 27 maggio 2006    | 1     | 2:39  | Los Angeles, Stati Uniti  |                                            |
| Vittoria   | 6–0       | Justin Eilers       | KO (calcio alla testa e ginocchiata)    | UFC 57: Liddell vs. Couture 3           | 4 febbraio 2006   | 1     | 1:25  | Las Vegas, Stati Uniti    |                                            |
| Vittoria   | 5–0       | Fabiano Scherner    | KO Tecnico (ginocchiate)                | UFC Ultimate Fight Night 2              | 3 ottobre 2005    | 2     | 3:22  | Las Vegas, Stati Uniti    | Debutto in UFC                             |
| Vittoria   | 4–0       | Mike Whitehead      | KO Tecnico (stop medico)                | WEC 13: Heavyweight Explosion           | 22 gennaio 2005   | 2     | 1:12  | Lemoore, Stati Uniti      | Vince il torneo dei Pesi Massimi WEC 13    |
| Vittoria   | 3–0       | Andre Mussi         | KO (ginocchiate e pugni)                | WEC 13: Heavyweight Explosion           | 22 gennaio 2005   | 1     | 0:51  | Lemoore, Stati Uniti      | Torneo dei Pesi Massimi WEC 13, Semifinale |
| Vittoria   | 2–0       | Don Richards        | Decisione (unanime)                     | Next Level Fighting 1                   | 13 settembre 2003 | 2     | 5:00  | Steubenville, Stati Uniti |                                            |
| Vittoria   | 1–0       | Adam Rivera         | KO Tecnico (pugni)                      | Excalibur Fighting 11                   | 6 luglio 2002     | 1     | 3:20  | Richmond, Stati Uniti     |                                            |